# باتريك كوكبورن
باتريك كوكبورن (بالإنجليزية: Patrick Cockburn)‏ هو مراسل عسكري وصحفي أيرلندي، ولد في 5 مارس 1950 في جمهورية أيرلندا.